# Erik Johan Sæbø
Erik Johan Sæbø (* 14. Dezember 1964 in Sandnes) ist ein ehemaliger norwegischer Radrennfahrer und nationaler Meister im Radsport.

## Sportliche Laufbahn
Sæbø war im Straßenradsport aktiv. Er war Teilnehmer der Olympischen Sommerspiele 1988 in Seoul. Im olympischen Straßenrennen kam er auf den 27. Platz und war bester Norweger im Rennen. Bei den Nordischen Meisterschaften im Straßenradsport 1987 siegte er im Einzelrennen vor Bjarne Johansen. 1988 gewann er den norwegischen Titel im Straßenrennen. 1986 gewann er mit dem Roserittet ein traditionsreiches norwegisches Rennen. 1987 wurde er bei den Straßenradsport-Weltmeisterschaften 17. im Rennen der Amateure.

## Berufliches
Nach seiner aktiven Karriere wurde er Manager des Radsportteams Team Øster Hus-Ridley.